# ジョー・ボール
ジョセフ・D・（ジョー）・ボール（英語: Joseph D. (Joe) Ball, 1896年1月7日 - 1938年9月23日）は、アメリカ合衆国の連続殺人者である。しばしば「アリゲーター・マン」（The Alligator Man）、｢エレメンドルフの屠殺者」（Butcher of Elmendorf）、「南テキサスの青ひげ」（Bluebeard of South Texas）などと呼ばれた。この人物については、長い間実在が疑問視されていたが、テキサスの民間伝承の中でおなじみのものとなっている。

## 前半生
第1次世界大戦においてヨーロッパ戦線で最前線に従軍した後、密造酒の違法販売に関わるようになった。禁酒令が失効した後、故郷でもあるエルメンドルフの街で「ソーシャブル・イン」（Sociable Inn）という名の酒場を開いた。ボールは酒場の敷地内に池を作って、そこに5頭のアリゲーターを飼い、見物代を徴収していた。アリゲーターの給餌の時間には、よく生きた犬猫を池に投げ込んでいて、とりわけそれを呼び物としていた。
ボールは、このアリゲーター5頭の面倒をよくみていた。あるとき、近隣の住人が腐肉の悪臭について苦情を申し立てたとき、彼は銃を持ち出してこの住人を脅しつけ、「これはワニどもの餌で、必要なんだ」と説明した。彼の犯した殺人事件が露見する数年前から、ボールが彼の酒場に勤めていたウエイトレスたちをアリゲーターの餌にしているという冗談がよく言われていた。

## 犯罪
暫くして、エレメンドルフ近辺に住む女性たちの失踪が報じられるようになった。失踪したとされる女性たちの中には、「ソーシャブル・イン」で働いていたウエイトレスたちや、ボールのかつてのガールフレンドたちの他にも、元の妻だった女性のうち2名までもが含まれていた。1938年9月23日、ベア郡の保安官代理2名が尋問に訪れたとき、ボールはレジスターの下に隠していた銃を取り出すや否や、自分の心臓に向けて引き金をひいた（幾つかの文献では、頭に向けて一発撃ったとされている）。彼が殺人の容疑で有罪判決を受けたならば、ほぼ確実に電気椅子に座らされているものと思われた。
「ソーシャブル･イン」で雑役夫として雇われていたクリフォード・ホイーラー（Clifford Wheeler）という男が、ボールが殺した女性2名の死体遺棄を幇助した容疑をかけられた。ホイーラーは、その女性2名の死体遺棄現場へ捜査陣を案内した。彼は捜査陣に、ボールは少なくともこの女性2名以外に20名の女性を殺害した上、アリゲーターの餌にしてしまったことを供述した。実際には、アリゲーターが女性たちのうち誰か1名でも食べてしまったという確たる証拠は得られなかった。
｢共犯者｣となった5頭のアリゲーターは、サンアントニオの動物園に送られた。そして、失踪者のうちボールの3番目の妻だった女性は、数年後に生存が確認された。彼女は、前妻や他の失踪者たちの轍を踏むまいとしてボールの元から逃げ出したのだった。逃げ出したとき、3番目の妻は｢4人かそれくらい」の殺人が行われていたのを知っていたが、それらの事件について特に訴追などを受けることはなかった。
ボールの犯罪を確認できる文献は、事件当時から非常に少なかった。2002年になって、新聞編集者のマイケル･ホール（Michael Hall）という人物がこの事件の詳細を調査して、彼の所見をテキサス・マンスリー誌（en:Texas Monthly）に掲載している。
なお、トビー・フーパー監督の映画『悪魔の沼』（1977年、原題：Eaten Alive）は、この事件に題材を得ている。